# Limnophila (Limnophila) inculta
Limnophila (Limnophila) inculta is een tweevleugelige uit de familie steltmuggen (Limoniidae). De soort komt voor in het Neotropisch gebied.